# 900-talet f.Kr. (decennium)

## Händelser
- 909 f.Kr.
  - Vid sin död efterträds Jerobeam som kung av Israel av sin son Nadab.
  - Zhou xiao wang blir kung av den kinesiska Zhoudynastin.
- 900 f.Kr.
  - Staten Chi-mo skapar det första statligt utfärdade myntet, i form av en minikniv av brons kallad tao.[1]
  - Villanovakulturen dyker upp i norra Italien (Villanovan II) (omkring detta år).
  - Kungariket Kush uppstår.
  - Det forntida Pueblofolket upplever en guldålder (Pueblo II).

## Avlidna
- 900 f.Kr. – Gong av Zhou, kinesisk kung.